# Elaver mirabilis
Espèce
Synonymes
- Liocranum mirabile O. Pickard-Cambridge, 1896
- Heterochemmis mirabilis (O. Pickard-Cambridge, 1896)
- Heterochemmis mutatus Gertsch & Davis, 1940

Elaver mirabilis est une espèce d'araignées aranéomorphes de la famille des Clubionidae.

## Distribution
Cette espèce se rencontre au Mexique, au Belize et au Nicaragua.

## Publication originale
- O. Pickard-Cambridge, 1896 : Arachnida. Araneida. Biologia Centrali-Americana, Zoology. London, vol. 1, p. 161-224 (texte intégral).